# 孫渣濟
孫渣濟，滿洲鑲紅旗人，清朝政治人物、清朝工部尚書。
曾任正黃旗滿洲都統。康熙五十五年五月乙酉，接替赫奕，擔任清朝工部尚書，后改戶部尚書。由徐元夢接任。雍正元年十月癸酉，接替徐元夢，擔任清朝工部尚書，后革。由綽奇接任。